# Caserta (provincie)
De provincie Caserta ligt in de Zuid-Italiaanse regio Campanië. Ze grenst in het noorden aan de provincies Latina en Frosinone van de regio Lazio en de provincies Isernia en Campobasso van de regio Molise. In het oosten ligt de provincie Benevento en in het zuiden de metropolitane stad Napels.
De westzijde van de provincie wordt in beslag genomen door de Tyrreense kust en de polders ten noorden van de monding van de rivier de Volturno. Het grondgebied van de provincie valt gedeeltelijk samen met dat van de voormalige provincie Terra di Lavoro. De hoofdstad Caserta ligt in het zuiden van de provincie, zo'n dertig kilometer ten noorden van Napels. In het uiterste noordoosten ligt het gebergte Monti del Matese dat tot meer dan 2000 meter hoogte reikt. Een andere belangrijke berg is de Roccamonfina in het noordwesten. Deze dode vulkaan heeft een hoogte van 1005 meter, de laatste vulkanische activiteit heeft ongeveer 50.000 jaar geleden plaatsgevonden. Het zuidelijke deel ligt tegen de agglomeratie van de stad Napels aan en is zeer dichtbevolkt.
De hoofdstad Caserta is vooral bekend door het 18de-eeuwse koninklijke Paleis van Caserta. Het enorme bouwwerk telt 1200 kamers die verdeeld zijn over 5 verdiepingen. Achter het paleis ligt een drie kilometer lange tuin met diverse vijvers. Pronkstuk is de waterval op het einde met aan de voet de beeldengroep van Diana en Aktaion. Een andere bezienswaardige stad in de provincie is Capua, een historische stad gelegen aan de rivier de Volturno en de Via Appia. De belangrijkste monumenten van de stad zijn de Dom, het Palazzo dei Principi Normanni en het plein Piazza dei Giudici met de kerk San Eligio. Ten zuiden van Capua ligt Santa Maria Capua Vetere dat een goed geconserveerd romeins amfitheater bezit.

## Foto's

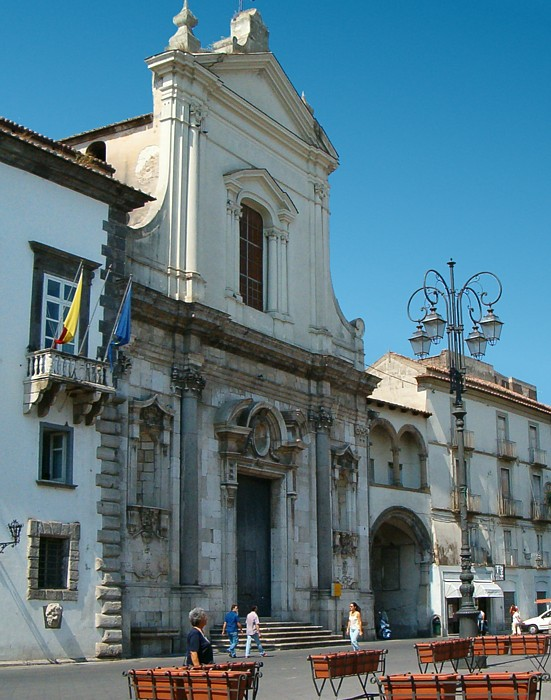
Capua

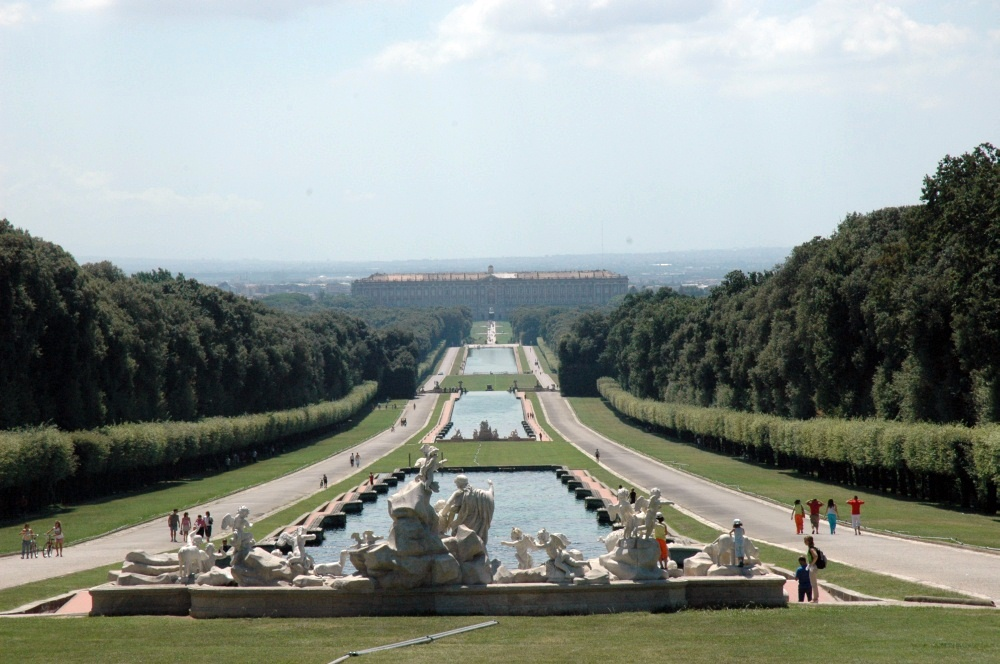
Caserta: La Reggia

## Belangrijke plaatsen
- Caserta (75.005 inw.)
- Aversa (56.043 inw.)
- Maddaloni (37.196 inw.)

## Afvalprobleem
In de provincie Caserta worden al 30 jaar tonnen afval, zowel giftig als niet-giftig, geabsorbeerd. De oorzaak hiervan ligt bij de Casalesi-clan, een bende die deel uitmaakt van de Camorra. Die verdienen namelijk veel geld met de al dan niet illegale verwerking van afval, zelfs meer dan met bijvoorbeeld cocaïnehandel. De clans uit Casal di Principe verdelen de zaken waardoor er geen botsingen ontstaan en zij de continentale leiders van de afvalverwerking zijn. Alle soorten afval komen overal vandaan en vervuilen de grond met allerlei giftige stoffen, omdat er geen concrete oplossingen worden gevonden voor de verwerking van al dit afval. Door de overvolle stortplaatsen wordt er steeds meer afval illegaal verbrand, waardoor de aarde wordt vervuild met dioxine. Dit heeft tot gevolg dat het aantal sterfgevallen door kanker in die omgeving met 21% is toegenomen. Ook de economie van de omgeving lijdt zeer onder het afvalprobleem. Berekeningen van een regionale zakenkrant schatten dat er dit jaar voor 500 miljoen euro schade zal zijn onder landbouwbedrijven, vanwege de vervuilde grond, water en lucht. De toerismesector leed volgens de provincie vorig jaar een verlies van 70 miljoen euro. De enig mogelijke oplossing zou zijn dat er verbrandingsinstallaties worden gebouwd, maar dit wordt door de inwoners van Caserta tegengehouden, omdat ze bang zijn voor nog meer giftige afvalstoffen in de lucht.